# Saul Löwenberg
Saul Löwenberg (auch Paul Löwenberg; geboren 1824 in Driesen (Neumark), Todesjahr unbekannt) war einer der Anführer der Berliner Studenten in der Märzrevolution 1848.

## Leben
Saul Löwenberg war der Sohn eines wohlhabenden Berliner Kaufmanns. Er war Schüler des Berlinischen Gymnasiums zum Grauen Kloster. Von 1843 bis 1847 studierte er Medizin und Chemie in Berlin und Leipzig. Während er sich auf seine Promotion vorbereitete, wurde er in der zeitgenössischen Literatur – wie damals üblich – meist „Kandidat Löwenberg“ oder „cand. phil. Löwenberg“ genannt. Am 7. Juli 1848 promovierte er an der Universität Halle mit dem Thema Über die anorganischen Bestandteile der Pflanzen, nachdem seine ursprünglich für den 22. März geplante Promotion verschoben worden war.
Er war der Organisator („Präsident“) und Redner der großen Versammlungen in der ersten Märzwoche im Tiergarten im Ausflugslokal „Unter den Zelten“. Löwenberg war Autor der ersten Adresse an den König vom 7. März 1848, in der unter anderem Presse-, Vereins- und Versammlungsfreiheit sowie eine Verfassung und eine Nationalversammlung gefordert wurden. Er wurde am 18. März 1848 auf einer Barrikade in der Oberwallstraße durch einen Brustschuss schwer verwundet und von einem Freund, dem Arzt Ludwig Traube, aufopferungsvoll gesundgepflegt – Löwenberg schenkte daraufhin Traube sein Gewehr.
In seinen wissenschaftlichen Arbeiten auf den Gebieten der Medizin (zur Atmung, 1846) und der analytischen Chemie (zum Pflanzenstoffwechsel, 1849), sowie als Mitglied der Berliner Physikalischen Gesellschaft (1850/51), findet man ihn unter dem Namen Paul Löwenberg. Er war Schüler des Berliner Chemikers Gustav Heinrich Magnus und seit seiner Studienzeit eng befreundet mit dem Biologen Nathanael Pringsheim, mit dem er nach seiner Promotion im Juli 1848 nach Würzburg reiste. 1861 veröffentlichte Löwenberg ein Patent zur Nutzung von Carbonylsulfid zur Extraktion von Ölen und Fetten aus Schafswolle.